# Прозрачность (социальная)

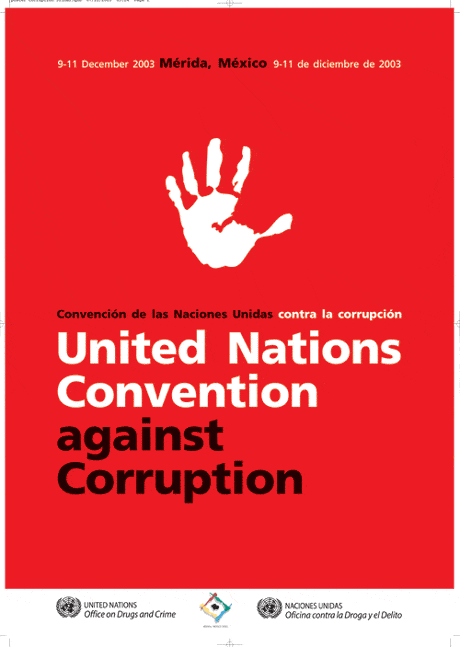
Конвенция ООН против коррупции

Прозрачность является всеобъемлющей характеристикой. Она реализуется через выстраивание политик, процедур и выработку практик, которые позволяют гражданам иметь доступ к информации, которой распоряжается власть (общественная или организационная), возможность использования этой информации, обеспечивает понимание ими её, и эта информация должна быть информационно насыщена и контролируема. Для реализации целей прозрачности необходимо также, чтобы был выстроен механизм обратной связи от общества к власти.

## Мотивация
Прозрачность является общим требованием к демократическому обществу. Право быть проинформированным и иметь доступ к информации является важным вопросом в современном обществе.

## Область применения

### Организационная прозрачность (для членов организации)
Прозрачность в организациях определяется этикой и мерой истины (если истина измерима и в какой именно степени объективности). Прозрачность также обеспечивает возможность анализа, насколько организация ассоциирована или аффилирована с заинтересованными лицами. Влияние аффилированных лиц на организацию должно быть проанализировано на предмет того, насколько действия организации соответствуют интересам общества, насколько такие действия этичны, и насколько эти действия институциализированы (интегрированы в организацию).

### Целевая прозрачность (для потребителей)
Согласно Фунгу и соавторам, «целевая прозрачность призвана сократить специфические риски или повысить эффективность через выборочное раскрытие информации юридическими лицами и другими организациями. Идея целевой прозрачности состоит в улучшении качества персонального выбора, повышения эффективности рыночных механизмов и представительной демократии за счет обеспечения прозрачности действий власти»

### Общественная прозрачность (для граждан)
Общественная прозрачность позволяет гражданам быть более проинформированными и поощряет раскрытие информации властью, действуя в качестве регуляторного механизма. Она основана на этике и принципах управления, согласно которым интересы и потребности власти сосредоточены на гражданах.